# (8812) Kravtsov
(8812) Kravtsov est un astéroïde de la ceinture principale.

## Description
(8812) Kravtsov est un astéroïde de la ceinture principale. Il fut découvert le 20 octobre 1982 à Naoutchnyï par Lioudmila Karatchkina. Il présente une orbite caractérisée par un demi-grand axe de 2,63 UA, une excentricité de 0,25 et une inclinaison de 6,6° par rapport à l'écliptique.

## Compléments